# Lo (ilha)

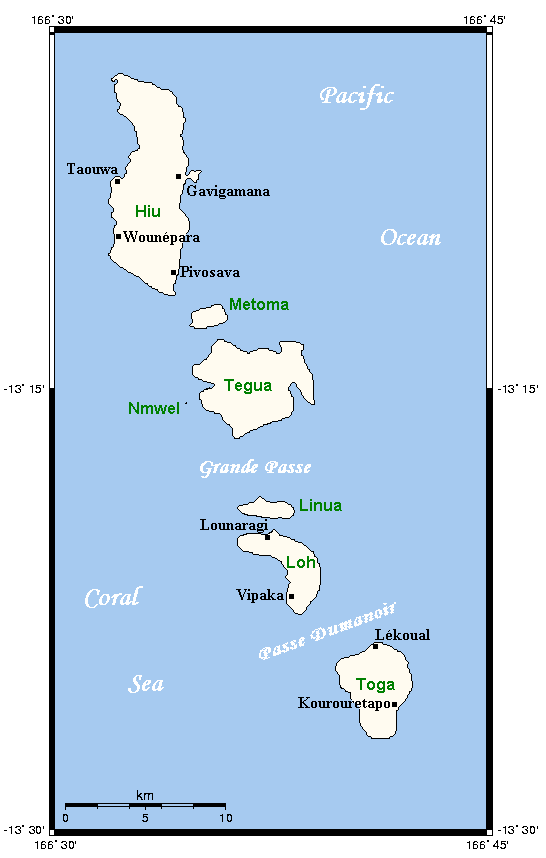
Ilhas Torres: Hiu, Metoma, Nmwel, Tegua, Linua, Loh, Toga

Lo, às vezes escrito como Loh, é uma ilha do grupo das Ilhas Torres, localizada na província de Torba, ao nordeste de Vanuatu. Nessa região é falado o dialeto Lo-Toga.